# Forward Versatile Disc
Pour les articles homonymes, voir FVD.
Forward Versatile Disc (FVD) est un dérivé du DVD développé à Taiwan conjointement par l'Advanced Optical Storage Research Alliance (AOSRA) et l'Industrial Technology Research Institute (en) (ITRI) comme alternative moins coûteuse pour les contenus haute définition.
La structure du disque est similaire à celle d'un DVD, en ce sens que la longueur du sillon est la même et qu'un laser rouge est utilisé pour le lire, mais la largeur des pistes a été légèrement réduite pour permettre au disque d'emmagasiner 5,4 Go de stockage par couche, contre 4,7 Go pour un DVD standard. 
La spécification permet jusqu'à trois couches pour un total de 15 Go de stockage. Le codec WMV9 est utilisé comme codec vidéo permettant 135 minutes de vidéo 720p sur un disque double couche et 135 minutes de vidéo 1080i sur un disque triple couche. Le Forward Versatile Disc utilise la protection contre la copie Advanced Access Content System (AACS) qui est l'un des schémas utilisés dans les disques HD DVD et Blu-ray.
Il existe 2 types de Forward Versatile Disc :
- FVD-1 : le format de codage de la première génération de FVD adopte un encodage de modulation 8/16 (comme pour les DVD) ;
- FVD-2 : la deuxième génération utilise un codage 8/15 plus efficace pour augmenter la capacité de correction d'erreurs (pour éviter les brevets des DVD).